# Grotta della Dragonara
La Grotta della Dragonara è una cisterna romana di età augustea scavata nella parete di tufo del promontorio di Capo Miseno, nel comune di Bacoli, nella città metropolitana di Napoli.

## Storia
L'etimologia del nome "Dragonara" deriverebbe dal termine latino "tracon", roccioso. In età augustea la grotta veniva chiamata "Traconaria"³. Nel medioevo il monumento era noto come "Bagno del Finocchio" per le abbondanti coltivazioni che lo circondavano.
La funzione originaria della struttura non è completamente chiarita. Secondo alcune interpretazioni, si tratterebbe di un'importante cisterna costruita in età augustea a ridosso della Villa di Lucullo, probabilmente ad uso privato. Altri studiosi ritengono che la cisterna avesse la funzione di rifornire le navi della flotta misenate.
È stata anche ipotizzata una connessione con il grande progetto dell'imperatore Nerone per il trasporto dell'acqua da Baia alle zone limitrofe, e un successivo utilizzo da parte della flotta saracena per l'approvvigionamento idrico.
Nel Novecento la grotta fu utilizzata come rifugio, deposito e discarica, prima di essere valorizzata come sito archeologico.

## Struttura
La cisterna presenta una pianta quadrangolare divisa in cinque navate da quattro file di piloni ricavati nel tufo, con fodera muraria in opera reticolata e rivestita dal tipico intonaco idraulico che impermeabilizzava questo tipo di strutture. La grotta è lunga sessanta metri e larga sei metri, ed è suddivisa in cinque navate sostenute da dodici pilastri che sorreggono una volta a botte. Le pareti sono ricoperte di intonaco bianco.
Nella volta della cisterna si aprono tre lucernari dotati di scale, che originariamente consentivano l'accesso dall'alto. La struttura presenta una vasca rivestita di cocciopesto idraulico, accessibile tramite gradini e caratterizzata da un piano inclinato verso un'apertura comunicante con una sottostante cisterna.

## Stato attuale
La visita si effettua su una passerella in ferro, poiché a causa del bradisismo il monumento è attualmente semi-sommerso. La cisterna, nonostante la semplicità architettonica della struttura, è per dimensioni più grande anche della "Piscina Mirabilis", costituendo una delle più grandi cisterne dei Campi Flegrei, insieme alla Piscina Mirabilis e Cento Camerelle.